# Bártfai Róbert
Bártfai Róbert (Budapest, 1937. június 1. – 2000. december 26.) magyar labdarúgó, kapus, labdarúgó-játékvezető. Édesanyja Bártfai Jenőné Mándoki Margit válogatott kézilabdázó, magyar bajnok magasugró.

## Pályafutása
1950-ben az MTK kölyökcsapatában kapusként szerepelt. 1957-től az MTK  felnőtt csapatának kapusa. Volt ifjúsági-, utánpótlás és egyszeres "B" válogatott. NB I-es bajnoki mérkőzéseinek száma: 19. KEK mérkőzéseinek száma: 3. BEK mérkőzéseinek száma: 1. Az 1958-1959-es szezont követően a Bp. Spartacusba igazolt, de egy kéztörés és a katonai szolgálata miatt csak néhány mérkőzésen szerepelt. 1961-től a Csepel SC-ben folytatta, 1964-től levezetésként az Elektromos SE csapatában befejezte a játékot.
Játékvezetésből 1969-ben Budapesten a Budapest XIII. kerületi Labdarúgó-szövetség Játékvezető Bizottsága (JB) előtt vizsgázott. A kerületi JB feladta a BLSZ (BLSZ) JB -nek. I. osztályú bíróként a megyei JB javaslatára NB III-as játékvezetőként folytatta. Két év után az MLSZ JB minősítésével 1974-től NB II-es, 1978-tól NB I-es játékvezető. Küldési gyakorlat szerint rendszeres partbírói szolgálatot is végzett. A kor elvárása szerint a küldés szerinti egyes számú partbíró játékvezetői sérülésnél átvette a mérkőzés irányítását. Az élvonalbeli játékvezetők között Palotai Károly társaságában képviselték az NB I-es labdarúgókat. Több nemzetek közötti válogatott, valamint klubmérkőzésen partbíróként tevékenykedett. Foglalkoztatására jellemző, hogy az 1979/1980-as bajnoki szezonban a legtöbb mérkőzést, 24-et vezetett. A nemzeti játékvezetéstől 1982-ben visszavonult. NB I-es mérkőzéseinek száma: 69.
| Időpont             | Helyszín                          | Mérkőzés típusa          | Mérkőzés                          | Eredmény | Nézők száma |
| ------------------- | --------------------------------- | ------------------------ | --------------------------------- | -------- | ----------- |
| 1978. szeptember 2. | Tóstrandi Sporttelep, Salgótarján | első NB I-es mérkőzése   | Salgótarjáni BTC–Zalaegerszegi TE | 1 – 0    | 6000        |
| 1982. december 4.   | Nagyerdei stadion, Debrecen       | utolsó NB I-es mérkőzése | Debreceni MVSC–Pécsi MSC          | 2 – 1    | 6000        |

1964-ben edzői minősítést szerzett. Az UFC-nél, majd a budapesti Medicornál, végül a Vízműveknél edzősködött.

## Szakmai sikerek labdarúgóként
- Magyar bajnokság
  - bajnok: 1957–58

## Külső hivatkozások
- Bártfai Róbert. mtkcsalad.hu. (Hozzáférés: 2016. szeptember 4.)
- Bártfai Róbert NB I-es statisztikája a Nemzeti Labdarúgó Archívum oldalán